# Cantoin
Cantoin település Franciaországban, Aveyron megyében. Lakosainak száma 312 fő (2022. január 1.). Cantoin Thérondels, Lieutadès, Paulhenc, Sainte-Marie és Argences-en-Aubrac községekkel határos.

## Népesség
A település népessége az elmúlt években az alábbi módon változott:
| Lakosok száma | 490  | 402  | 312  | 322  | 327  | 309  | 305  | 307  | 310  | 312  |
|               | 1968 | 1982 | 1999 | 2006 | 2011 | 2015 | 2017 | 2018 | 2020 | 2022 |